# Concana lecta
Concana lecta là một loài bướm đêm trong họ Erebidae.